# Leonora Christina Ulfeldt
Leonora Christina Ulfeldt, szül. Leonora Christina Christiansdatter af Slesvig og Holsten grófnő (1621. július 8. – 1698. március 16.) IV. Keresztély dán király lánya, az árulással vádolt Corfitz Ulfeldt királyi udvarmester felesége.
Dániában a 19. század óta közismert posztumusz kiadott önéletrajzírása, a Jammersminde révén, amelyet két évtizedes várfogsága alatt írt. Fogságát a Koppenhágai vár Kék Torony nevű börtönében töltötte.

## Fordítás
- Ez a szócikk részben vagy egészben a Leonora Christina Ulfeldt című angol Wikipédia-szócikk ezen változatának fordításán alapul.  Az eredeti cikk szerkesztőit annak laptörténete sorolja fel. Ez a jelzés csupán a megfogalmazás eredetét és a szerzői jogokat jelzi, nem szolgál a cikkben szereplő információk forrásmegjelöléseként.